# Aktilaby gård
Aktilaby gård (finska: Ahtialan kartano) är en herrgård i Lojo i det finländska landskapet Nyland. Gården som ligger på ön Jalassaari är ett gammalt skattehemman som är känt redan från 1540-talet. Den nuvarande huvudbyggnaden uppfördes mellan 1929 och 1930.

## Historia
Omkring år 1645 var Aktilaby gård öde och den ägdes då av kaplan herr Henrik. Lagman Flemings fogde Olof Mattsson ägde Aktilaby gård mellan 1676 och 1679. Åren 1853-1861 var Anders Johan Sarén och frun Maria Lovisa Sarén ägaren till gården. Anders överlämnade gården till Marias yngre broder Herman Mailander. Herman Mailander överlämnade i sin tur gården till sin son Axel Mailander år 1897. Axel Mailander brydde sig inte om bokföring och sålde Aktilaby gård till Arvid Genetz.
Släkten Genetz, som senare ändrade namn till Jännes, ägde Aktilaby gård i många år. Arvid Genetz, som senare blev senator, arbetade hårt för att förbättra gårdens ekonomi. Han förnyade bland annat vägförbindelser, röjde nya åkrar och reparerade gårdens byggnader. År 1918 separerades ett torp från gården samt några andra områden.
Fru Eva Genetz grundade Aktilaby gårds trädgård. Trädgården var känd för stora mängder fruktträd och plantskolor. År 1929 hade trädgården 590 äppelträd, 180 päronträd, 300 körsbärsträd, 860 plommon- och fikonträd samt 1 100 bärbuskar. Gården sköttes från och med 1907 av Arvid och Eva Genetz äldsta son Juho Jännes.
Jännes försökte att utveckla lantbruket på gården och att skapa laganda mellan folket i lantbygden. Jännes var också med att grunda Centralförbundet för lant- och skogsbruksproducenter och var länge verksam i förbundets ledning. Under Juho Jännes tid koncentrerade man sig på Aktilaby gård på producering av äpplen. Efter Jännes död år 1965 blev Skogsindustriförbundet gårdens ägare.
Aktilaby gårds verksamhet med lantbruk slutade år 1999 när åkrarna och fruktträdgården uthyrdes.

### Ägare
Lista över gårdens ägare:
| Namn                                | År        |
| ----------------------------------- | --------- |
| Olof Larsson                        | 1540–1571 |
| Mårten Olofsson                     | 1572–1583 |
| Magnus Mårtensson                   | 1584–1592 |
| Matts Nilsson                       | 1595–1596 |
| Nils Mattsson                       | 1600–1628 |
| Matts Nilsson                       | 1629–1644 |
| Johan Mattsson                      | 1645–1670 |
| Johan Mattssons änka Hebla          | 1671–1675 |
| Olof Mattsson (kronofogde)          | 1676–1678 |
| Olof Mattssons änka Kerstin         | 1687      |
| Hans Classon                        | 1692      |
| Johan Henriksson                    | 1712      |
| Olof Johansson                      | 1724      |
| Henrik Johansson                    | 1725–1741 |
| Johan Simonsson                     | 1742–1748 |
| Johan Simonssons änka Greta         | 1749–1754 |
| Erik Henriksson                     | 1755–1763 |
| Henrik Eriksson                     | 1764–1789 |
| Johan                               | 1790–1804 |
| Johanin leski Hedda                 | –1812     |
| Adolf Dahl                          | 1812–1820 |
| Gustav Henrik Sarén                 | 1821–1853 |
| Anders Johan Sarén                  | 1853–1861 |
| Herman Mailander                    | 1861–1897 |
| Axel Konstantin Mailander           | 1897–1898 |
| Arvid Oskar Gustav Genetz (senator) | 1898–1907 |
| Juho Jännes                         | 1907–1965 |
| Skogsindustriförbundet              | 1965–     |

## Byggnader
Aktilaby gårds nuvarande huvudbyggnad har byggts 1929-1930 på samma plats som den tidigare huvudbyggnaden, som förstördes i en brand 1928. Byggnaden som är i två våningar har ett sadeltak och är ritad av arkitekt Aulis Kalma. Verandan på byggnaden södra sida har sex kolonner i dorisk ordning. Huvudbyggnaden ligger på en hög kulle och omkring den finns en stor park och trädgård.
Nuförtiden kvarstår förutom huvudbyggnaden endast drängstugan från 1910, bastun från 1906, arbetarbostaden från 1860 och en kontorsbyggnad från 1955. Många andra byggnader har rivits. Gårdens huvudbyggnad är i dålig skick och den har inte renoverats på många år.